# Funzione parabolica del cilindro
In matematica, una funzione parabolica del cilindro è una funzione speciale che è soluzione dell'equazione differenziale lineare del secondo ordine detta equazione di Weber, un caso particolare dell'equazione ipergeometrica confluente che ha la forma: 
{\displaystyle {\frac {d^{2}f}{dz^{2}}}+\left(az^{2}+bz+c\right)f=0}
dove {\displaystyle a}, {\displaystyle b} e {\displaystyle c} sono costanti. Si tratta di un'equazione che può essere ricavata dall'equazione di Laplace espressa in coordinate parabolico cilindriche tramite separazione delle variabili. Storicamente le funzioni paraboliche del cilindro furono infatti introdotte dal matematico tedesco Weber nel 1869 per risolvere l'equazione di Helmholtz in coordinate paraboliche.

## L'equazione
Mediante un cambiamento di variabile si può mettere sotto le due distinte forme seguenti:
{\displaystyle {\frac {d^{2}f}{dz^{2}}}-\left({\frac {z^{2}}{4}}+a\right)f=0\qquad *}
{\displaystyle {\frac {d^{2}f}{dz^{2}}}+\left({\frac {z^{2}}{4}}-a\right)f=0\qquad **}
dove sostituendo {\displaystyle f=z^{-1/2}W} e {\displaystyle y=z^{2}/2} si ottiene l'equazione di Whittaker.
Se una soluzione ha la forma:
{\displaystyle f(a,z)}
sono soluzioni anche {\displaystyle f(a,-z)}, {\displaystyle f(-a,iz)} e {\displaystyle f(-a,-iz)}.
Se una soluzione della {\displaystyle *} ha la forma:
{\displaystyle f(a,z)}
una soluzione della {\displaystyle **} è:
{\displaystyle f\left(-ia,z\cdot e^{i\pi /4}\right)}
e per simmetria sono soluzioni della {\displaystyle **} anche
{\displaystyle \,f\left(-ia,-z\cdot e^{i\pi /4}\right)\qquad f\left(ia,-z\cdot e^{-i\pi /4}\right)\qquad f\left(ia,z\cdot e^{-i\pi /4}\right)}

## Soluzioni
L'equazione {\displaystyle *} possiede soluzioni indipendenti pari e dispari:
{\displaystyle y_{1}(a;z)=\exp(-z^{2}/4)\;_{1}F_{1}\left({\frac {a}{2}}+{\frac {1}{4}};\;{\frac {1}{2}}\;;\;{\frac {z^{2}}{2}}\right)}
e:
{\displaystyle y_{2}(a;z)=z\exp(-z^{2}/4)\;_{1}F_{1}\left({\frac {a}{2}}+{\frac {3}{4}};\;{\frac {3}{2}}\;;\;{\frac {z^{2}}{2}}\right)}
dove {\displaystyle \;_{1}F_{1}(a;b;z)=M(a;b;z)\;} denota l'equazione ipergeometrica confluente.
Per valori di {\displaystyle a} semidispari queste soluzioni possono essere riespresse in termini di polinomi di Hermite; alternativamente esse possono essere espresse in termini di funzioni di Bessel.

### Notazione di Whittaker e Watson
Una notazione alternativa per le soluzioni dell'equazione {\displaystyle *} è utilizzata nel libro di Whittaker e Watson. La funzione:
{\displaystyle D_{n}(z)=2^{n/2+1/4}z^{-1/2}W_{n/2+1/4,-1/4}(z^{2}/2)}
dove {\displaystyle W_{\kappa ,\mu }(z)} è una funzione di Whittaker che è soluzione dell'equazione {\displaystyle *} per {\displaystyle -a=n+1/2}
Altre soluzioni dell'equazione {\displaystyle *} sono {\displaystyle D_{n}(-z)}, {\displaystyle D_{-n-1}(iz)} e {\displaystyle D_{-n-1}(-iz)}.